# 용천중학교
용천중학교(湧泉中學校)는 대한민국 경기도 용인시 처인구 이동읍 천리에 있는 공립 중학교이다.

## 학교 연혁
- 2005년 12월 1일 : 용인이동중학교 착공
- 2005년 12월 26일 : 개교 9학급, 완성 30학급 인가
- 2006년 3월 1일 : 용천중학교로 학교명 변경 시행
- 2006년 3월 1일 : 초대 유희현 교장 취임
- 2006년 3월 2일 : 개교 및 제1회 입학식(일반 5학급, 특수 1학급, 총 177명 입학)
- 2009년 2월 12일 : 제1회 졸업식(171명 졸업)
- 2021년 3월 1일 : 제5대 서정희 교장 취임
- 2024년 1월 5일 : 제16회 졸업식(5학급 124명)
- 2024년 3월 4일 : 제19회 입학식(5학급 114명)

## 참고 자료
- 용천중학교 - 한국교육학술정보원 학교알리미